# La Croisée des destins
Pour plus de détails, voir Fiche technique et Distribution.
La Croisée des destins (Bhowani Junction) est un film américain réalisé par George Cukor, sorti en 1956.

## Synopsis
Indes, 1947. Le colonel anglais Rodney Savage, chargé du trafic ferroviaire, a été affecté à Bhowani où à la suite d'émeutes pour l'indépendance du pays, il doit faire régner l’ordre. Il a deux sortes d’adversaires, les militants non-violents du Congrès menés par Surabhai et les terroristes de l'extrémiste Davey. À son arrivée, Savage recrute Victoria Jones, une métisse de père anglais (un mécanicien de locomotive) et de mère indienne. Victoria est membre de l’armée britannique, elle venait en permission dans son village natal. 
Les Anglais s'apprêtant à quitter les Indes, Victoria se trouve à la croisée des chemins, se sentant exclue à la fois par l'une et par l'autre peuple à cause de sa double origine. Elle est profondément ulcérée lorsque Savage, au cours d’une manifestation de pacifistes du Parti du Congrès couchés sur des rails pour bloquer un train de militaires anglais, fait jeter par des Intouchables, des seaux d'ordures pour les disperser. 
Après une violente dispute, elle rompt ses fiançailles avec Patrick Taylor, un fonctionnaire également métis, qui approuve les méthodes du colonel Savage. Des émeutes éclatent dans la ville à la suite des événements de la gare. 
Victoria, éprouvée, se confie à son ami hindou Ranjit Kasel, un leader pacifiste, de son profond déracinement. Un soir, elle est victime d'une tentative de viol par le lieutenant anglais McDaniel : elle se défend et le tue avec une barre de fer. Hagarde et couverte de sang, elle est secourue par Ranjit qui la conduit chez lui. La mère de Ranjit, qui milite aux côtés de Davey, fait transformer avec l’aide de ce dernier le lieu du crime par une scène causée par les émeutes. 
Victoria, traumatisée et désorientée, s’habille désormais en Indienne, et décide d’épouser Ranjit, amoureux d’elle. 
Par la suite, Davey fait dérailler un train, causant de nombreuses victimes. Sur les lieux de l’accident, Savage oblige Victoria à soigner les blessés pour lui faire comprendre les atrocités commises par les extrémistes. 
Elle comprend maintenant, que ceux qui l’ont aidée, sont des terroristes criminels, et lors de la cérémonie de mariage avec Ranjit, elle s’enfuit.
Elle avoue à Savage le crime qu’elle a commis, et grâce au témoignage du colonel, la commission d’enquête conclut à la légitime défense. Libérée, Victoria se rapproche de Savage.
Mais Davey est toujours en activité, un soir il enlève Victoria, et l’oblige à stopper un train conduit par un collègue de son père. Le terroriste veut saboter un tunnel pour faire sauter un convoi qui a pour passager Gandhi. Savage est prévenu à temps par Patrick Taylor, ils poursuivent le train, et finissent par abattre Davey dans le tunnel. Mais Taylor est tué au cours de l'affrontement. 
Plus tard, en direction d’un nouveau poste, Savage est assuré par un supérieur, qu’il retournera à Bhowani, où il pourra épouser Victoria.

## Fiche technique
- Titre : La Croisée des destins
- Titre original : Bhowani Junction
- Réalisateur : George Cukor
- Réalisateur 2e équipe : Andrew Marton

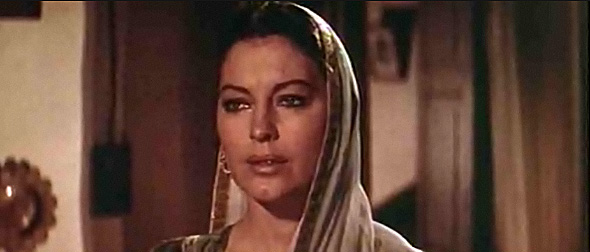
Ava Gardner.

- Scénario : Sonya Levien et Ivan Moffat (en) d'après le roman La Croisée des destins (en) de John Masters
- Production : Pandro S. Berman
- Société de production et de distribution : Metro-Goldwyn-Mayer
- Musique : Miklós Rózsa
- Photographie : Freddie Young[1]  et Stephen Dade (prises de vues additionnelles)
- Montage : George Boemler et Frank Clarke
- Décors : Gene Allen et John Howell
- Costumes : Elizabeth Haffenden
- Pays d'origine : États-Unis
- Langue : anglais
- Format : Couleurs Eastmancolor - CinémaScope. 2.35.1
- Genre : Film d'aventures, drame
- Durée : 110 minutes
- Date de sortie :
  - États-Unis : 1er mai 1956
- Affiche : Roger Soubie (France)

## Distribution

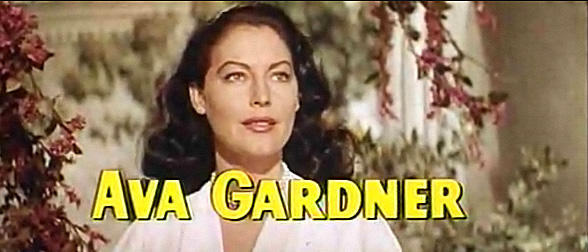

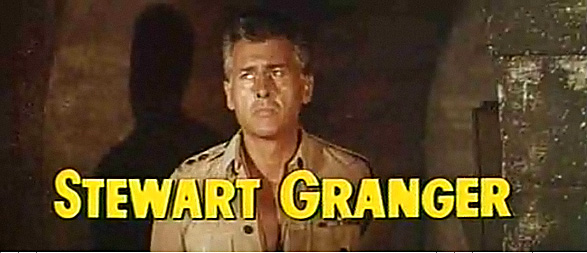

- Ava Gardner  (V.F : Jacqueline Ferriere) : Victoria Jones
- Stewart Granger (V.F : Gabriel Cattand) : Le colonel Rodney Savage
- Bill Travers  (V.F : Jean-Louis Jemma) : Patrick Taylor
- Peter Illing (en) : Ghanshyam « Davey »
- Abraham Sofaer  (V.F : Paul-Émile Deiber) : Surabhai
- Francis Matthews : Ranjit Kasel
- Marne Maitland : Gowindaswani
- Edward Chapman : Thomas Jones
- Anthony Bushell  (V.F : Yves Brainville) : Lanson
- Freda Jackson (V.F : Paula Dehelly) : La Sadani
- Lionel Jeffries  (V.F : Pierre Gay) : Capitaine Graham Mcdaniel
- Ronald Adam  (V.F : Jean Brochard) : Général Ackerby
- Harold Kasket (non crédité) : un restaurateur

## Autour du film

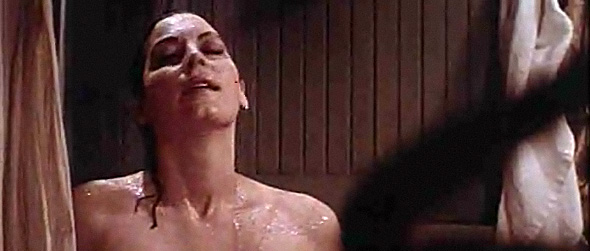
Ava Gardner.

George Cukor à propos du film et des scènes coupées par la censure : 

« … Il y avait des scènes dans La Croisée des destins, où Ava Gardner prenait une douche… où elle se servait de la brosse à dents de son amant, et se lavait les dents avec du whisky. Vous connaissez la scène dans Les Amants de Louis Malle, où l’homme fait l’amour avec Jeanne Moreau… Il est sur elle, et tout à coup sa tête disparaît et la caméra reste sur le visage de Moreau en extase. J’ai fait exactement la même chose dans La Croisée des destins, avec Ava et Bill Travers, bien des années avant Louis Malle. Mais tout ça est resté sur le plancher de la salle de montage. »